# Coppa Italia di Serie A2 1997-1998 (pallavolo maschile)
La Coppa Italia di Serie A2 1997-1998 si è svolta dal 16 settembre 1997 al 18 gennaio 1998: al torneo hanno partecipato sedici squadre di club italiane e la vittoria finale è andata per la prima volta al Falconara.

## Regolamento
Al torneo hanno partecipato le sedici squadre che hanno preso parte alla Serie A2 1997-98, disputando, con gare di andata e ritorno, ottavi di finale, quarti di finale, semifinali ed infine la finale, in gara unica.

## Squadre partecipanti
| Squadra              | Qualificazione | Ultima partecipazione |
| -------------------- | -------------- | --------------------- |
| Catania              | -              | Debutto               |
| Cutrofiano           | -              | Debutto               |
| Falconara            | -              | Debutto               |
| Virtus Fano          | -              | Debutto               |
| Capurso Gioia        | -              | Debutto               |
| Grottazzolina        | -              | Debutto               |
| Tomei Livorno        | -              | Debutto               |
| Loreto               | -              | Debutto               |
| Mezzolombardo        | -              | Debutto               |
| Villa d'Oro          | -              | Debutto               |
| Parma                | -              | Debutto               |
| Schio                | -              | Debutto               |
| Indomita Salerno     | -              | Debutto               |
| Olimpia Sant'Antioco | -              | Debutto               |
| Magna Grecia         | -              | Debutto               |
| Silvolley            | -              | Debutto               |

## Torneo

### Tabellone
|  | Ottavi               | Ottavi | Ottavi |  |                  | Quarti        | Quarti | Quarti |  |               | Semifinali       | Semifinali | Semifinali |  |        | Finale    | Finale |
|  |                      |        |        |  |                  |               |        |        |  |               |                  |            |            |  |        |           |        |
|  | Loreto               | 3      | 1      |  |                  |               |        |        |  |               |                  |            |            |  |        |           |        |
|  | Loreto               | 3      | 1      |  |                  |               |        |        |  |               |                  |            |            |  |        |           |        |
|  | Grottazzolina        | 0      | 3      |  |                  |               |        |        |  |               |                  |            |            |  |        |           |        |
|  | Grottazzolina        | 0      | 3      |  | Loreto           | 3             | 2      |        |  |               |                  |            |            |  |        |           |        |
|  |                      |        |        |  | Loreto           | 3             | 2      |        |  |               |                  |            |            |  |        |           |        |
|  |                      |        |        |  |                  | Capurso Gioia | 0      | 3      |  |               |                  |            |            |  |        |           |        |
|  | Capurso Gioia        | 1      | 3      |  |                  | Capurso Gioia | 0      | 3      |  |               |                  |            |            |  |        |           |        |
|  | Capurso Gioia        | 1      | 3      |  |                  |               |        |        |  |               |                  |            |            |  |        |           |        |
|  | Magna Grecia         | 3      | 0      |  |                  |               |        |        |  |               |                  |            |            |  |        |           |        |
|  | Magna Grecia         | 3      | 0      |  |                  |               |        |        |  | Loreto        | 3                | 1          |            |  |        |           |        |
|  |                      |        |        |  |                  |               |        |        |  | Loreto        | 3                | 1          |            |  |        |           |        |
|  |                      |        |        |  |                  |               |        |        |  |               | Indomita Salerno | 0          | 3          |  |        |           |        |
|  | Indomita Salerno     | 3      | 1      |  |                  |               |        |        |  |               | Indomita Salerno | 0          | 3          |  |        |           |        |
|  | Indomita Salerno     | 3      | 1      |  |                  |               |        |        |  |               |                  |            |            |  |        |           |        |
|  | Cutrofiano           | 1      | 3      |  |                  |               |        |        |  |               |                  |            |            |  |        |           |        |
|  | Cutrofiano           | 1      | 3      |  | Indomita Salerno | 3             | 3      |        |  |               |                  |            |            |  |        |           |        |
|  |                      |        |        |  |                  |               |        |        |  |               |                  |            |            |  |        |           |        |
|  |                      |        |        |  |                  | Catania       | 2      | 2      |  |               |                  |            |            |  |        |           |        |
|  | Olimpia Sant'Antioco | 0      | 1      |  |                  |               |        |        |  |               |                  |            |            |  |        |           |        |
|  | Olimpia Sant'Antioco | 0      | 1      |  |                  |               |        |        |  |               |                  |            |            |  |        |           |        |
|  | Catania              | 3      | 3      |  |                  |               |        |        |  |               |                  |            |            |  |        |           |        |
|  | Catania              | 3      | 3      |  |                  |               |        |        |  |               |                  |            |            |  | Loreto | 1         |        |
|  |                      |        |        |  |                  |               |        |        |  |               |                  |            |            |  | Loreto | 1         |        |
|  |                      |        |        |  |                  |               |        |        |  |               |                  |            |            |  |        | Falconara | 3      |
|  | Mezzolombardo        | 3      | 3      |  |                  |               |        |        |  |               |                  |            |            |  |        | Falconara | 3      |
|  | Mezzolombardo        | 3      | 3      |  |                  |               |        |        |  |               |                  |            |            |  |        |           |        |
|  | Schio                | 0      | 2      |  |                  |               |        |        |  |               |                  |            |            |  |        |           |        |
|  | Schio                | 0      | 2      |  | Mezzolombardo    | 3             | 3      |        |  |               |                  |            |            |  |        |           |        |
|  |                      |        |        |  | Mezzolombardo    | 3             | 3      |        |  |               |                  |            |            |  |        |           |        |
|  |                      |        |        |  |                  | Villa d'Oro   | 1      | 2      |  |               |                  |            |            |  |        |           |        |
|  | Silvolley            | 3      | 0      |  |                  |               |        |        |  |               |                  |            |            |  |        |           |        |
|  | Silvolley            | 3      | 0      |  |                  |               |        |        |  |               |                  |            |            |  |        |           |        |
|  | Villa d'Oro          | 2      | 3      |  |                  |               |        |        |  |               |                  |            |            |  |        |           |        |
|  | Villa d'Oro          | 2      | 3      |  |                  |               |        |        |  | Mezzolombardo | 1                | 0          |            |  |        |           |        |
|  |                      |        |        |  |                  |               |        |        |  | Mezzolombardo | 1                | 0          |            |  |        |           |        |
|  |                      |        |        |  |                  |               |        |        |  |               | Falconara        | 3          | 3          |  |        |           |        |
|  | Falconara            | 3      | 2      |  |                  |               |        |        |  |               | Falconara        | 3          | 3          |  |        |           |        |
|  | Falconara            | 3      | 2      |  |                  |               |        |        |  |               |                  |            |            |  |        |           |        |
|  | Virtus Fano          | 1      | 3      |  |                  |               |        |        |  |               |                  |            |            |  |        |           |        |
|  | Virtus Fano          | 1      | 3      |  | Falconara        | 3             | 3      |        |  |               |                  |            |            |  |        |           |        |
|  |                      |        |        |  | Falconara        | 3             | 3      |        |  |               |                  |            |            |  |        |           |        |
|  |                      |        |        |  |                  | Tomei Livorno | 2      | 1      |  |               |                  |            |            |  |        |           |        |
|  | Parma                | 2      | 1      |  |                  | Tomei Livorno | 2      | 1      |  |               |                  |            |            |  |        |           |        |
|  | Parma                | 2      | 1      |  |                  |               |        |        |  |               |                  |            |            |  |        |           |        |
|  | Tomei Livorno        | 3      | 3      |  |                  |               |        |        |  |               |                  |            |            |  |        |           |        |
|  | Tomei Livorno        | 3      | 3      |  |                  |               |        |        |  |               |                  |            |            |  |        |           |        |

### Risultati

#### Ottavi di finale

##### Andata
| 16 settembre 1997 - ore 20:30 PalaRaschi, Parma                    | Parma                | 2 - 3 | Tomei Livorno | 15-7, 4-15, 15-12, 12-15, 11-15  |
| 17 settembre 1997 - ore 20:30 PalaSerenelli, Loreto                | Loreto               | 3 - 0 | Grottazzolina | 15-8, 15-13, 15-10               |
| 17 settembre 1997 - ore 20:30 Palasport, Gioia del Colle           | Capurso Gioia        | 1 - 3 | Magna Grecia  | 15-9, 8-15, 12-15, 11-15         |
| 17 settembre 1997 - ore 20:30 PalaRockefeller, Cagliari            | Olimpia Sant'Antioco | 0 - 3 | Catania       | 14-16, 7-15, 10-15               |
| 17 settembre 1997 - ore 20:30 PalaTulimieri, Salerno               | Indomita Salerno     | 3 - 1 | Cutrofiano    | 16-17, 15-10, 15-17, 15-13       |
| 17 settembre 1997 - ore 20:30 PalaTrento, Trento                   | Mezzolombardo        | 3 - 0 | Schio         | 15-13, 15-4, 15-8                |
| 17 settembre 1997 - ore 20:30 Palazzetto dello Sport, Trebaseleghe | Silvolley            | 3 - 2 | Villa d'Oro   | 12-15, 5-15, 15-10, 15-10, 15-11 |
| 17 settembre 1997 - ore 20:30 PalaBadiali, Falconara Marittima     | Falconara            | 3 - 1 | Virtus Fano   | 15-17, 15-8, 15-13, 15-10        |

##### Ritorno
| 21 settembre 1997 - ore 18:00 La Bastia, Livorno                 | Tomei Livorno | 3 - 1 | Parma                | 15-13, 10-15, 15-5, 15-8         |
| 21 settembre 1997 - ore 18:00 PalaGrottazzolina, Grottazzolina   | Grottazzolina | 3 - 1 | Loreto               | 15-10, 14-16, 17-15, 17-16       |
| 21 settembre 1997 - ore 18:00 PalaFiom, Taranto                  | Magna Grecia  | 0 - 3 | Capurso Gioia        | 11-15, 12-15, 9-15               |
| 21 settembre 1997 - ore 18:00 PalaCatania, Catania               | Catania       | 3 - 1 | Olimpia Sant'Antioco | 14-16, 15-8, 15-9, 15-9          |
| 21 settembre 1997 - ore 18:00 Palazzetto dello Sport, Cutrofiano | Cutrofiano    | 3 - 1 | Indomita Salerno     | 9-15, 15-10, 15-9, 15-9          |
| 21 settembre 1997 - ore 18:00 PalaCampagnola, Schio              | Schio         | 2 - 3 | Mezzolombardo        | 15-8, 16-17, 10-15, 15-13, 10-15 |
| 21 settembre 1997 - ore 18:00 Palazzetto dello Sport, Cavezzo    | Villa d'Oro   | 3 - 0 | Silvolley            | 17-15, 15-11, 15-12              |
| 21 settembre 1997 - ore 18:00 PalaAllende, Fano                  | Virtus Fano   | 3 - 2 | Falconara            | 11-15, 15-13, 4-15, 15-9, 15-12  |

#### Quarti di finale

##### Andata
| 25 settembre 1997 - ore 20:30 PalaSerenelli, Loreto            | Loreto           | 3 - 0 | Capurso Gioia | 15-4, 15-4, 15-3                  |
| 25 settembre 1997 - ore 20:30 PalaTulimieri, Salerno           | Indomita Salerno | 3 - 2 | Catania       | 15-13, 11-15, 11-15, 15-3, 16-14  |
| 25 settembre 1997 - ore 20:30 PalaTrento, Trento               | Mezzolombardo    | 3 - 1 | Villa d'Oro   | 15-6, 10-15, 15-11, 15-12         |
| 25 settembre 1997 - ore 20:30 PalaBadiali, Falconara Marittima | Falconara        | 3 - 2 | Tomei Livorno | 15-13, 11-15, 13-15, 15-12, 15-12 |

##### Ritorno
| 1º ottobre 1997 - ore 20:0 Palasport, Gioia del Colle       | Capurso Gioia | 3 - 2 | Loreto           | 13-15, 3-15, 15-12, 15-5, 15-9   |
| 1º ottobre 1997 - ore 20:00 PalaCatania, Catania            | Catania       | 2 - 3 | Indomita Salerno | 13-15, 9-15, 15-11, 15-13, 13-15 |
| 1º ottobre 1997 - ore 20:00 Palazzetto dello Sport, Cavezzo | Villa d'Oro   | 2 - 3 | Mezzolombardo    | 15-10, 9-15, 15-10, 10-15, 11-15 |
| 1º ottobre 1997 - ore 20:00 La Bastia, Livorno              | Tomei Livorno | 1 - 3 | Falconara        | 8-15, 16-14, 11-15, 12-15        |

#### Semifinali

##### Andata
| 19 novembre 1997 - ore 20:00 PalaSerenelli, Loreto | Loreto        | 3 - 0 | Indomita Salerno | 15-11, 15-4, 15-7       |
| 19 novembre 1997 - ore 20:00 PalaTrento, Trento    | Mezzolombardo | 1 - 3 | Falconara        | 15-8, 4-15, 11-15, 7-15 |

##### Ritorno
| 26 novembre 1997 - ore 20:00 PalaTulimieri, Salerno           | Indomita Salerno | 3 - 1 | Loreto    | 15-11, 14-16, 15-7, 15-6 |
| 26 novembre 1997 - ore 20:00 PalaBadiali, Falconara Marittima | Mezzolombardo    | 3 - 0 | Falconara | 15-11, 15-5, 15-7        |

#### Finale
| 18 gennaio 1998 - ore 17:30 PalaRossini, Ancona | Loreto | 1 - 3 | Falconara | 15-11, 8-15, 0-15, 7-15 |